# Randall S. Street
Randall S. Street (* 1780 in Catskill, New York; † 21. November 1841 in Monticello, New York) war ein US-amerikanischer Jurist und Politiker. Zwischen 1819 und 1821 vertrat er den Bundesstaat New York im US-Repräsentantenhaus.

## Werdegang
Randall S. Street wurde während des Unabhängigkeitskrieges in Catskill geboren. Er studierte klassische Altertumswissenschaften und Jura. Nach dem Erhalt seiner Zulassung als Anwalt begann er in Poughkeepsie zu praktizieren. Er war vom Februar 1810 bis Februar 1811 sowie vom März 1813 bis Februar 1815 als Bezirksstaatsanwalt im zweiten Gerichtsbezirk tätig. Während des Britisch-Amerikanischen Krieges diente er in der Miliz von New York und bekleidete in dieser Zeit den Dienstgrad eines Lieutenant Colonels. Politisch gehörte er der Föderalistischen Partei an. Bei den Kongresswahlen des Jahres 1818 wurde er im vierten Wahlbezirk von New York in das US-Repräsentantenhaus in Washington, D.C. gewählt, wo er am 4. März 1819 die Nachfolge von James Tallmadge junior antrat. Er schied nach dem 3. März 1821 aus dem Kongress aus. Um 1825 zog er nach Monticello. Dort war er bis zu seinem Tod am 21. November 1841 als Anwalt tätig. Sein Leichnam wurde in Poughkeepsie beigesetzt.